# Hatsukaichi
Hatsukaichi (Japans: 廿日市市, Hatsukaichi-shi) is een stad in de Japanse prefectuur Hiroshima. Begin 2014 telde de stad 113.054 inwoners. Hatsukaichi is bekend om het eiland Miyajima, waar zich de Itsukushima-schrijn bevindt.

## Geschiedenis
Op 1 april 1988 kreeg Hatsukaichi het statuut van stad (shi). In 2003 werd de gemeente Saeki en het dorp Yoshiwa (吉和村) toegevoegd aan de stad. In 2005 werden de gemeenten Miyajima (宮島町) en Ono (大野町) toegevoegd.

## Partnersteden
- Masterton, Nieuw-Zeeland
- Mont Saint-Michel, Frankrijk

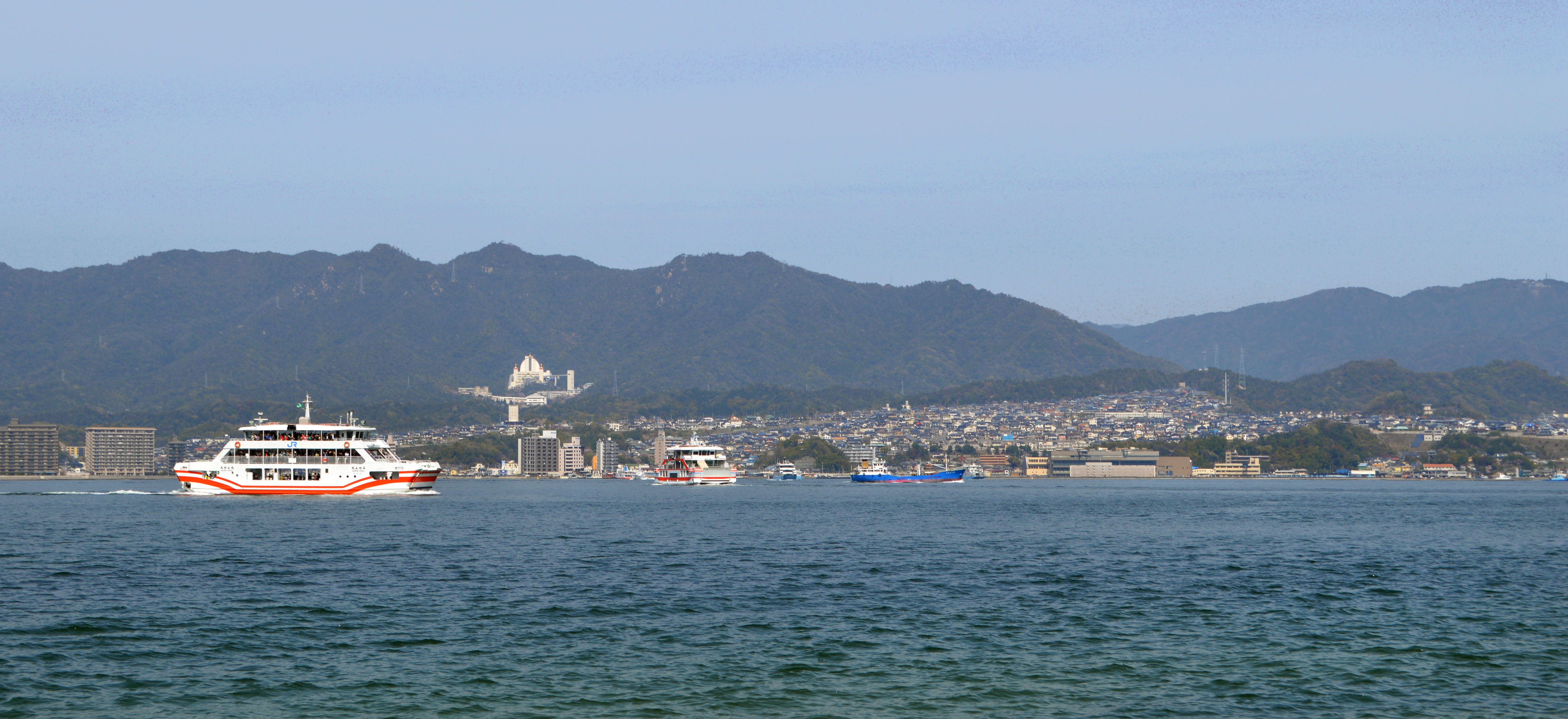
Zicht op een deel van Hatsukaichi vanaf Miyajima

Steden:
Akitakata · Etajima · Fuchu · Fukuyama · Hatsukaichi · Higashihiroshima · Hiroshima (hoofdstad) · Kure · Mihara · Miyoshi · Onomichi · Otake · Shobara · Takehara

Districten:
Aki · Jinseki · Saeki · Sera · Toyota · Yamagata
Gemeenten per district